# El Álamo
Pour les articles homonymes, voir Alamo.
El Álamo est une commune de la communauté de Madrid en Espagne.